# Skatelövs kyrka
Skatelövs kyrka är en kyrkobyggnad i Skatelöv i Växjö stift. Den ligger öster om Grimslöv och är församlingskyrka i Skatelövs församling. Prästgården ritades av Paul Boberg.

## Kyrkobyggnaden
Den nuvarande kyrkan uppfördes 1820–1821 och ersatte en  medeltida stenkyrka som låg några hundra meter bort på den gamla kyrkplatsen. Kyrkan invigdes den 24 juni 1825 av biskop Esaias Tegnér. Detta var Tegnérs allra första kyrkoinvigning som nytillträdd biskop. Vid invigningen yttrade Tegnér erkännsamma ord till församlingens kyrkoherde, prosten Carl Magnus Agrell, som varit en drivande kraft till det nya kyrkbygget. Dessutom hade Agrell varit medtävlare till biskopsämbetet . 
Kyrkan är tidstypiskt uppförd i nyklassicistisk stil efter ritningar av arkitekten Axel Almfelt. Kyrkan består av ett rektangulärt långhus med avslutande korvägg i öster och en bakomliggande halvrund sakristia. Vid långhusets västra sida är kyrktornet med ingång beläget. Ytterligare ingångar finns på kyrkans norra och södra långsidor. Sakristian har en egen ingång från söder. Tornet är försett med en öppen lanternin krönt av en korsglob.

## Inventarier
- Altartavlan är målad omkring år 1830 av Salomon Andersson. Tavlan är en kopia av en målning utförd av Peter Paul Rubens. Motivet är Jesu nedtagande från korset. Tavlan ingår i en altaruppställning från 1938 bestående av en klassicistisk pilasterinramning.
- Altarringen är utbytt till den nuvarande 1875.
- Det fristående altaret tillkommet 1973. Altarkrucifixet i ek är utfört av konstnären Eva Spångberg.
- Dopfunten i gotländsk sandsten från 1930 är ritad av Margit Hagenfeldt. Bonaden på väggen vid dopfunten är ett stiliserat kyrkfönster i ryssväv.
- Predikstolen är utförd i empirestil  och försedd med förgyllda symboler. Ljudtaket tillkom 1934.
- Ett golvur som tidigare haft sin plats i den gamla kyrkan.
- En kyrkstöt som är bevarad från den tidigare kyrkan.
- Bänkinredning från kyrkans tillkomsttid.
- Orgelläktare med utsvängt mittstycke.

## Orgelkronologi
- 1691 en orgel byggd av Hans Henrich Cahman.
- 1755 en orgel med tio stämmor tillverkad av Gustaf Gabriel Woltersson. Orgeln hade även ett klockspel.[4]

| Manual                           |
| Principal 8'                     |
| Gedackt 8'                       |
| Oktava 4'                        |
| Oktava 2'                        |
| Oktava 2'                        |
| Superoktava 1' (halverad stämma) |
| Decima                           |
| Trumpet                          |
| Mixtur                           |
| Kvinta                           |

- 1845 byggde Johan Nikolaus Söderling en orgel till den nya kyrkan med sexton stämmor. A. Törnquist hade ritad fasaden.
- 1918 fick Hammarbergs Orgelbyggeri AB i uppdrag att bygga ett nytt orgelverk med 25 stämmor.
- 1958 installerades ett mekaniskt verk byggt av Frederiksborg Orgelbyggeri. Fasaden härstammar från 1845 års orgel. Instrumentet omintonerades 1987 av samma firma.

| Huvudverk I     | Svällverk II      | Pedal            | Koppel |
| Principal 8´    | Gedackt 8´        | Subbas 16´       | I/P    |
| Rörflöjt 8´     | Spetsgamba 8´     | Oktavbas 8´      | II/P   |
| Oktava 4´       | Koppelflöjt 4´    | Gedacktpommer 4´ | II/I   |
| Gedacktflöjt 4´ | Principal 2'      | Blockflöjt 2'    |        |
| Gemshorn 2'     | Sifflöjt 1 1/3'   | Mixtur 3 chor    |        |
| Mixtur 5 chor   | Cymbel 3 chor     | Fagott 16'       |        |
| Dulcian 16'     | Krumhorn 8'       |                  |        |
|                 | Crescendosvällare |                  |        |

## Bildgalleri

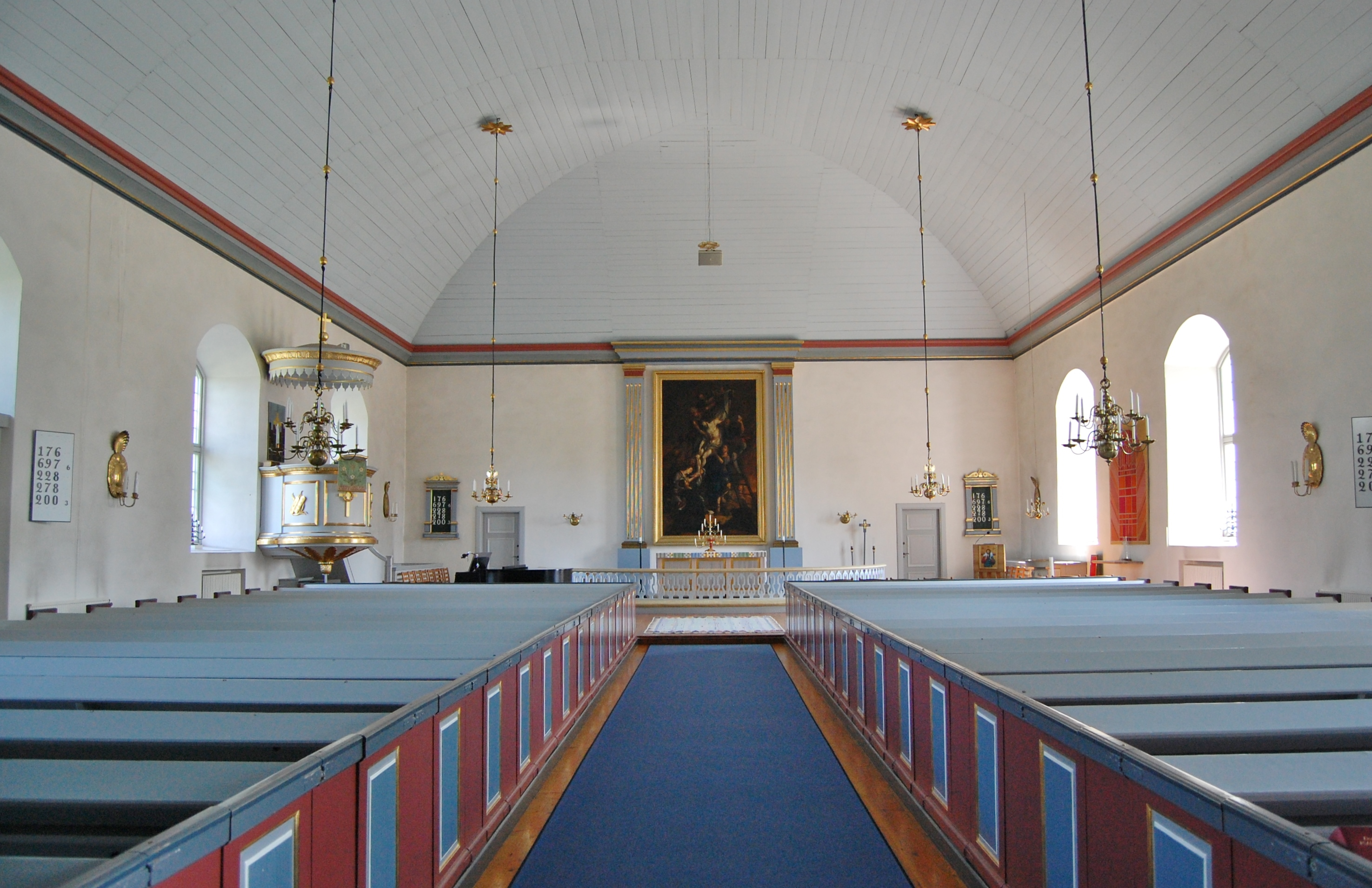
Interiör
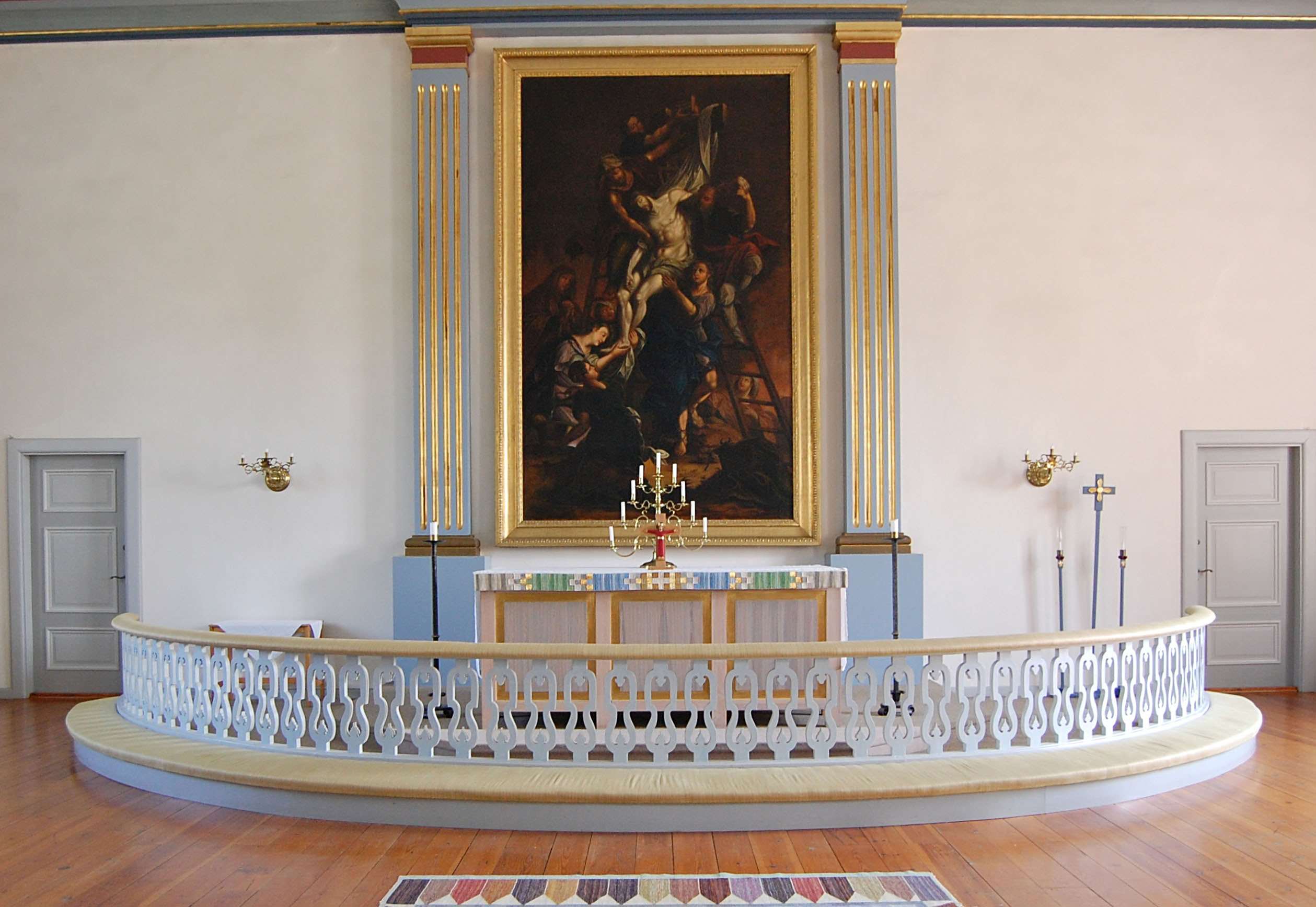
Koret
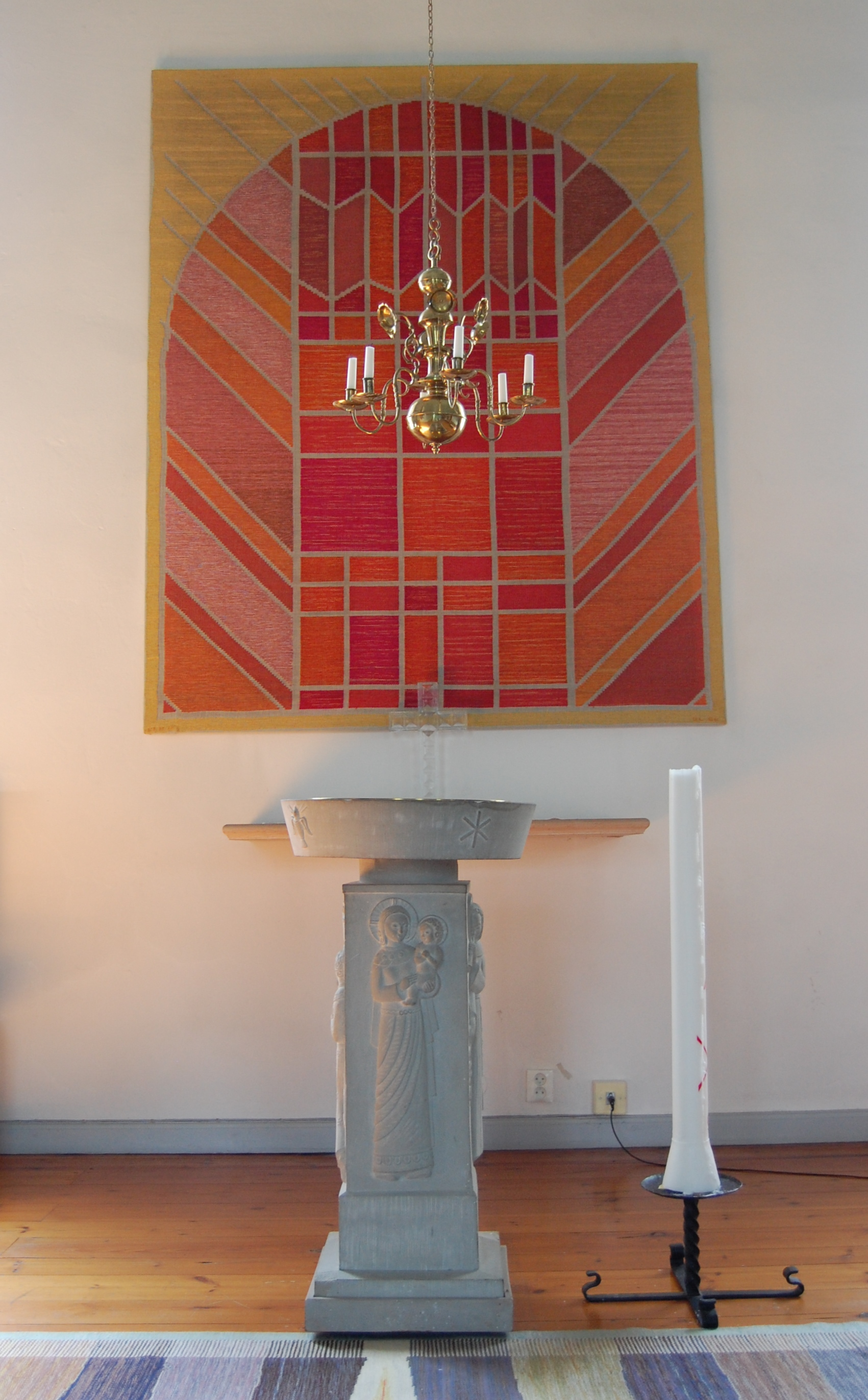
Dopfunten
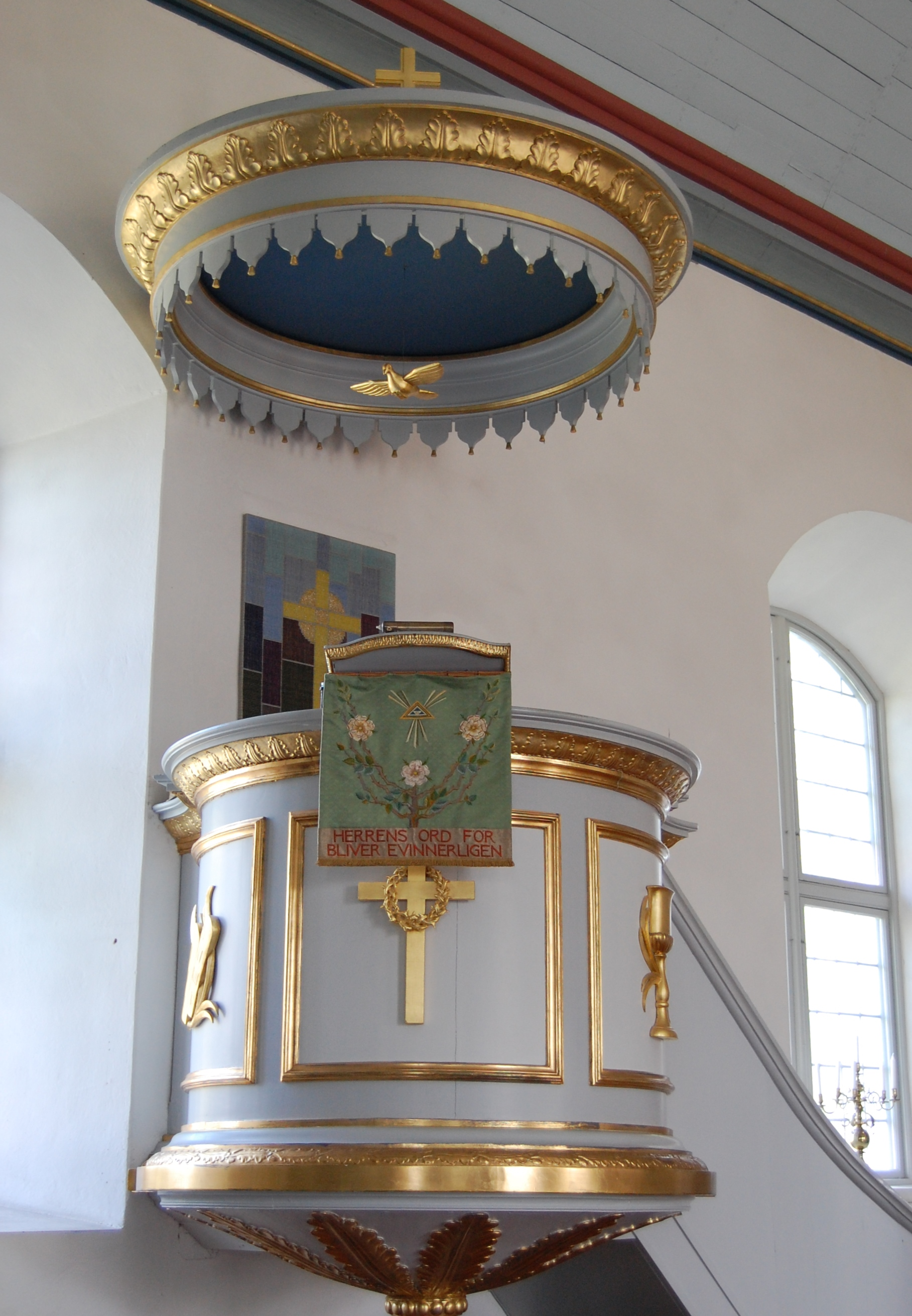
Predikstolen
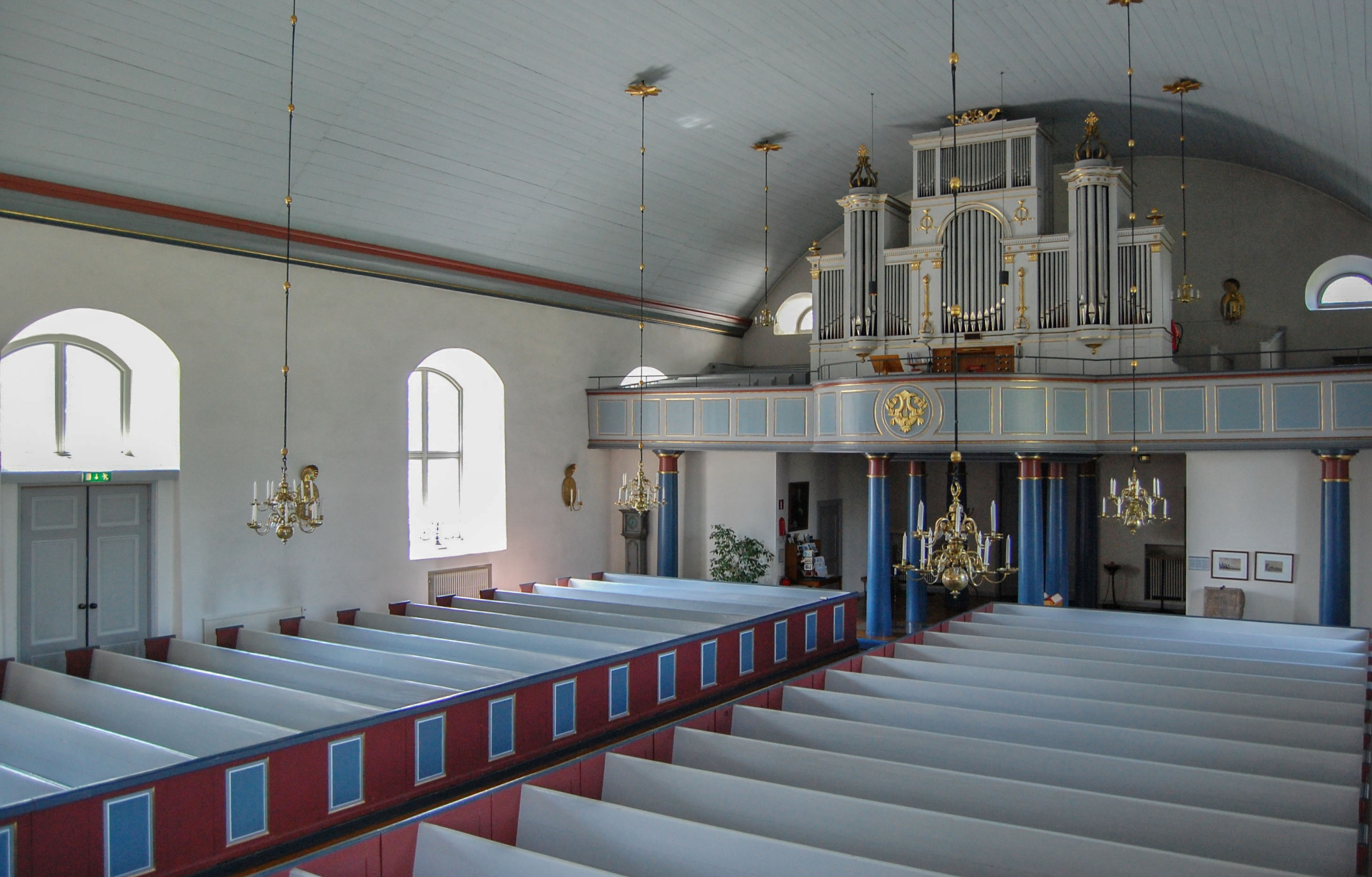
Kyrkorummet med orgelläktaren
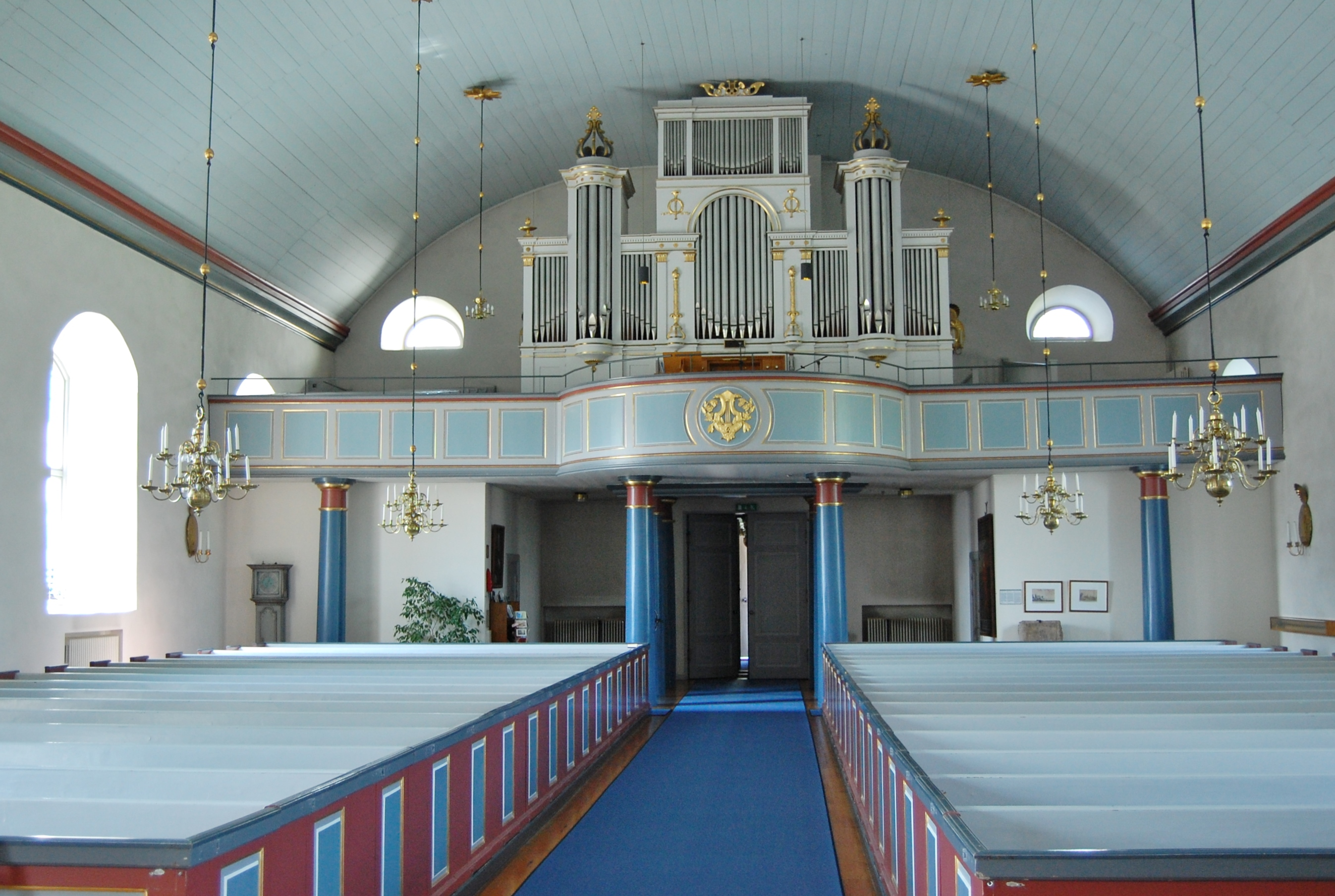
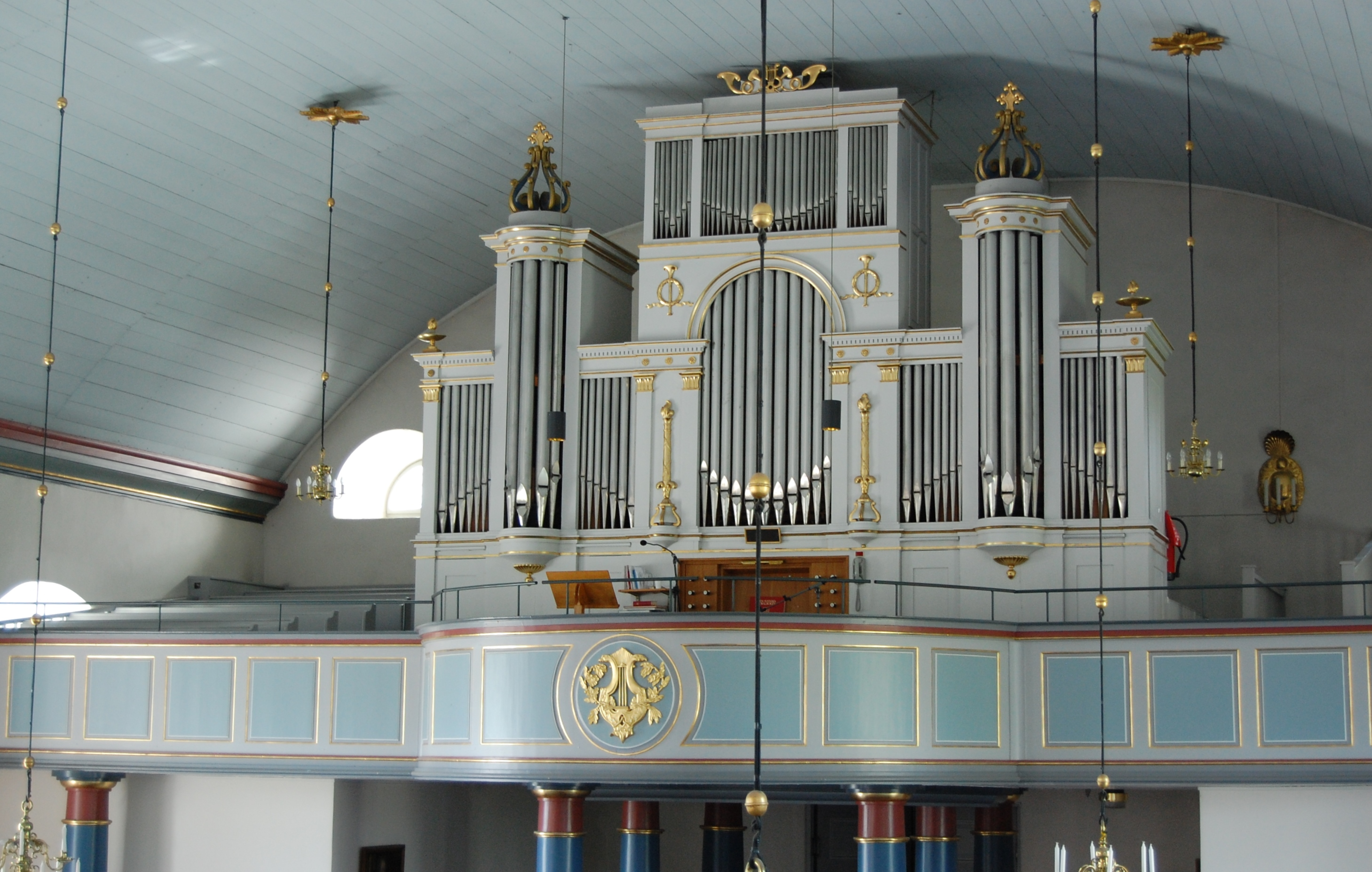
Läktarorgeln